# Молини (Империја)
Молини је насеље у Италији у округу Империја, региону Лигурија.
Према процени из 2011. у насељу је живело 133 становника. Насеље се налази на надморској висини од 155 м.